# Melania Hotu
Melania Carolina Hotu Hey (Santiago, 8 de febrero de 1959) es una política chilena de origen rapanui, militante del Partido Demócrata Cristiano (PDC). Se ha desempeñado como gobernadora de la provincia de Isla de Pascua, en la Polinesia, en ambos gobiernos de Michelle Bachelet.

## Carrera política
Fue nombrada gobernadora el 11 de marzo de 2006 por la recién asumida presidente de Chile Michelle Bachelet Jeria, como parte de la iniciativa de la mandataria para incrementar la representación femenina en posiciones gubernamentales. Antes de comenzar su mandato como gobernadora (suerekao), Hotu dirigió un programa para la juventud de Rapa Nui.
Debió enfrentar diversos problemas en la Isla de Pascua durante su mandato, incluyendo la inmigración chilena, pérdida de la cultura local, y la reforma política dirigida a proporcionar una mayor autonomía. Fue sucedida en 2010 por Pedro Edmunds.
En septiembre de 2015 fue nombrada nuevamente gobernadora de la Isla de Pascua, esta vez en el segundo gobierno de Bachelet. Dejó el cargo al terminar la administración en marzo de 2018.